# Philippe-Joseph Brocard
Pour les articles homonymes, voir Brocard.
Philippe-Joseph Brocard né à Lens-Saint-Servais (Belgique) le 21 juin 1831  et mort à Meudon le 29 mars 1896 est un maître verrier émailleur et orientaliste.

## Biographie
Il a commencé sa carrière comme restaurateur d'objets d'art et d'antiquités. C'est la découverte des objets de verre islamiques (voir Ismaïl Pacha) qui le fascine, au point qu'il redécouvre et applique le premier l'ancienne technique complexe des verriers de Syrie du XIIIe siècle et du XIVe siècle, avec application sur le verre d'émaux polychromes et d'or. Il parvient à maîtriser cette technique oubliée au point qu'il peut être difficile de distinguer ses pièces des originaux. Cette revalorisation de la technique des émaux durs en Europe en fait un précurseur du mouvement verrier de l'école de Nancy et plus largement de l'art nouveau ; il sera notamment suivi par Baccarat et Émile Gallé.
Il innove en mettant au point une technique particulière de cloisonné, pour entourer les émaux qu'il applique. 
Le 20 août 1891, il dépose un brevet à l'Institut national de la propriété industrielle :
"Pour un nouveau procédé d'application des émaux sur verre et sur paillons" (Brevet n°215619).
Le British Museum conserve une de ses réalisations, une lampe de verre émaillé de style oriental.

## Œuvres
- Lampe de mosquée

Son œuvre est inspirée de l'art des mosquées Mamelouk. Il les copie presque parfaitement grâce à la technique de la verrerie qu'il maitrise. La lampe est transparente avec un gonflement au niveau de la panse ornée de six petites anses ajourées modelées à chaud. Elle se poursuit vers le haut pas un col évasé à large ouverture. On peut y lire une inscription de style coufique montrant l'intérêt de l'artiste pour l'Orient. 
- Bouteille en verre à décor émaillé en polychromie et doré[7],[8]

Le vase mesure 53 cm de haut doré. Il se constitue d'une panse bombée et long col droit cylindrique évasé en verre soufflé à décor émaillé polychrome de motifs floraux et géométriques. On peut réussir à reconnaitre quatre noms de dieux: Al alim, Al aziz, Al fattah et Ar razaak qui veulent dire respectivement «Le très savant ou l'omniscient et le Tout puissant, l'irrésistible ou Celui qui l'emporte» et «Celui qui ouvre ou celui qui accorde la victoire et Celui qui pourvoit ou Celui qui sustente». On peut également lire «Bismillah arrahmane arrahim» qui veut dire: «Au nom d'allah, le tout Miséricordieux, le très miséricordieux». Cette précision dans les inscriptions serait due à sa découverte au Musée de Cluny de lampe islamique et qu'il ait eu l'idée de les copier, les inscriptions mais également les émaux. 
On peut aussi en admirer une version plus sobre au Petit Palais. Elle date de 1868 et utilise le verre transparent et l'email. 
- Œuvres conservées au Musée d'Orsay (Paris)[10], au Musée des Arts décoratifs (Paris), au Victoria & Albert Museum (Londres)et au Corning Museum of Glass (New York)